# Championnat de Singapour de football 2019
Navigation
Saison 2018 Saison 2020
La saison 2019 du Championnat de Singapour de football est la quatre-vingt-septième édition de la première division à Singapour, organisée par la fédération singapourienne sous forme d'une poule unique où toutes les équipes rencontrent trois fois leurs adversaires au cours de la saison. Il n'y a pas de relégation puisque les clubs inscrits sont des franchises, à l'image de ce qui se fait dans les championnats australien ou nord-américain.
À l'issue de la saison, le champion se qualifie pour la Ligue des champions de l'AFC, alors que le vainqueur de la Coupe de Singapour obtient son billet pour la Coupe de l'AFC. Néanmoins, les franchises « étrangères » comme DPMM Brunei et Albirex Niigata (ainsi que les Young Lions) ne peuvent pas s'aligner en compétition asiatique pour représenter Singapour.

## Les clubs participants
- Albirex Niigata
- Balestier Khalsa
- DPMM Brunei
- Geylang International
- Home United
- Hougang United
- Warriors FC
- Tampines Rovers
- Young Lions

## Compétition
Le barème de points servant à établir le classement se décompose ainsi :
- Victoire : 3 points
- Match nul : 1 point
- Défaite : 0 point

### Classement final
| Rang | Équipe                | Pts | J  | G  | N | P  | Bp | Bc | Diff |
| ---- | --------------------- | --- | -- | -- | - | -- | -- | -- | ---- |
| 1    | DPMM Brunei           | 50  | 24 | 15 | 5 | 4  | 51 | 25 | +26  |
| 2    | Tampines RoversC      | 44  | 24 | 12 | 8 | 4  | 52 | 29 | +23  |
| 3    | Hougang United        | 43  | 24 | 13 | 4 | 7  | 58 | 45 | +13  |
| 4    | Albirex NiigataT      | 41  | 24 | 12 | 5 | 7  | 36 | 25 | +11  |
| 5    | Geylang International | 33  | 24 | 10 | 3 | 11 | 41 | 48 | -7   |
| 6    | Home United           | 30  | 24 | 9  | 3 | 12 | 34 | 46 | -12  |
| 7    | Warriors FC           | 23  | 24 | 6  | 5 | 13 | 40 | 56 | -16  |
| 8    | Young Lions           | 22  | 24 | 6  | 4 | 14 | 21 | 38 | -17  |
| 9    | Balestier Khalsa      | 17  | 24 | 4  | 5 | 15 | 37 | 58 | -21  |

|  | Champion de Singapour 2019                                                      |
|  | Qualification pour le tour préliminaire de la Ligue des champions de l'AFC 2020 |
|  | Qualification pour la Coupe de l'AFC 2020                                       |
|  | T : Tenant du titre C : Vainqueur de la Coupe de Singapour                      |

- Albirex Niigata,  DPMM Brunei et Young Lions ne peuvent participer à une compétition continentale.
- Si le champion ne se qualifie pas pour la phase de poule de la Ligue des champions de l'AFC 2020, il est reversé en Coupe de l'AFC 2020.
- Si le champion se qualifie pour la phase de poule de la Ligue des champions de l'AFC 2020, le vice-champion dispute la Coupe de l'AFC 2020.

## Bilan de la saison
| Championnat de Singapour de football 2019             |                        |
| Champion                                              | DPMM Brunei (4e titre) |
| Coupes et trophées                                    |                        |
| Vainqueur de la Coupe de Singapour 2019               | Tampines Rovers        |
| Qualifications continentales                          |                        |
| Ligue des champions de l'AFC 2020 (tour préliminaire) | Tampines Rovers        |
| Coupe de l'AFC 2020                                   | Hougang United         |
| Promotions et relégations                             |                        |
| Promus en S-League                                    | Aucun                  |
| Relégués en NFL Division 1                            | Aucun                  |